# سفارة روسيا في البوسنة والهرسك
سفارة روسيا في البوسنة والهرسك هي أرفع تمثيل دبلوماسي لدولة روسيا لدى البوسنة والهرسك. تقع السفارة في سراييفو وهي تهدف لتعزيز المصالح الروسية في البوسنة والهرسك.

## وصلات خارجية
- الموقع الرسمي
- قائمة سفارات روسيا
- قائمة السفارات في البوسنة والهرسك